# Elizabeth Seymour
Elizabeth Seymour, död 1568, var en engelsk hovfunktionär.  Hon var hovdam till Englands drottning Anne Boleyn, och syster till drottning Jane Seymour.
Hon var dotter till Sir John Seymour of Wulfhall och Margery Wentworth. Hon gifte sig 1530 med Sir Anthony Ughtred (död 1534), med vilken hon hade två barn, 1537 med , Gregory Cromwell, 1st Baron Cromwell (död 1550), med vilken hon fick fem barn, och 1554 med John Paulet, 2nd Marquess of Winchester (d. 1576). 
Elizabeth Seymour tjänstgjorde liksom sin syster Jane Seymour som hovdam åt drottning Anne Boleyn 1533-1536. Hon nämns som en av deltagarna i Anne Boleyns följe under kröningen 1533. I maj 1536 gifte sig Henrik VIII med hennes syster Jane. Hon nämns inte under sin systers korta tid som drottning, men det är känt att Janes familj som helhet gynnades av hennes äktenskap, och Elizabeth, som vid denna tid var en fattig änka, kunde i augusti 1537 gifta sig med sonen till Thomas Cromwell efter en överenskommelse mellan Cromwell och hennes familj, efter hennes systers giftermål med kungen. Elizabeth Seymour och hennes andre make nämns som deltagare i hennes syster drottning Janes begravningsfölje i november 1537. 
Hennes andra make ingick i det följe som eskorterade Anna av Kleve till England i januari 1540, och Elizabeth Seymour utnämndes till en av den nya drottningens hovdamer. Under hennes svärfars fall från makten, vädjade Elizabeth till kungen och framhöll att hon och hennes make var kungens lojala undersåtar, och de lyckades hålla sig utanför. Elizabeth Seymour tjänstgjorde också som hovdam åt drottning Katarina Howard. Efter Henrik VIII:s död i december 1547 blev hennes systerson kung och hennes bror regent. Hon blev änka när hennes make avled i svettsjukan 1551. 